# Ruta Provincial E 96 (Córdoba)
La Ruta Provincial E-96 es una breve vía de comunicación de Argentina, ubicada en la Provincia de Córdoba
, en torno a la cadena montañosa de Sierras Chicas, en el extremo sur del Valle de Punilla.
Esta vía de comunicación fue construida hacia 1942 aproximadamente, cuando se construyó la Estación Astrofísica de Bosque Alegre. Se mantuvo como camino de montaña (tierra y ripio), hasta la década de 1990, en que fue pavimentado.
Con el transcurso de los años, el tránsito en esta vía de comunicación, se fue incrementando hasta 2018 (año en que alcanzó su máximo grado de uso), debido a que permitía acceder al  Camino de las Altas Cumbres , en forma rápida, sin tener que atravesar la ciudad de Villa Carlos Paz (hecho que podía llegar a insumir más de una hora). Sin embargo, a partir del año indicado en el que se inauguró el tramo final de la ruta antes indicada, el tránsito se redujo casi en su totalidad y solo se la utiliza como paseo turístico, o para acceder a sus domicilios particulares a quienes viven en las márgenes de su trazado.